# Sergenaux
Sergenaux település Franciaországban, Jura megyében. Lakosainak száma 64 fő (2022. január 1.). Sergenaux Sergenon, La Chassagne, Les Deux-Fays és Rye községekkel határos.

## Népesség
A település népessége az elmúlt években az alábbi módon változott:
| Lakosok száma | 77   | 50   | 33   | 52   | 75   | 74   | 65   | 63   | 62   | 64   |
|               | 1968 | 1982 | 1990 | 2006 | 2013 | 2015 | 2017 | 2019 | 2020 | 2022 |